# Kushana
Kushana of het Kushanrijk was een rijk in de eerste tot derde eeuw na Chr., dat delen van India, Perzië en Centraal-Azië verenigde. De Kushana kwamen voort uit de Yuezhi, een nomadisch volk dat in de 3e eeuw v.Chr. nog in de vlaktes ten westen van China leefde. Halverwege de 1e eeuw n.Chr. verenigde Kujula Kadphises verschillende stammen in Bactrië om daarna gebieden in het noorden van India te veroveren. Dit rijk bereikte zijn hoogtepunt onder Kanishka, die waarschijnlijk rond 120-150 n.Chr. regeerde. Het rijk ging geleidelijk ten onder tussen 250-300, toen de Sassaniden vanuit Perzië het centrale gebied innamen en de Kushana hun invloed over India geleidelijk verloren. Op zijn hoogtepunt (105–250) strekte het rijk zich uit van Tadzjikistan tot Afghanistan en Pakistan, en zuidwaarts tot in de Gangesvlakte in het noorden van India. Het had diplomatieke contacten met Rome, het Sassanidische Rijk en China. Het rijk vormde enkele eeuwen lang het centrum van de Euraziatische uitwisseling tussen het Oosten en het Westen, met name over de zijderoute.

## Achtergrond

### Archeologie
Een opgraving bij Tilya Tepe (noorden van Afghanistan) heeft zes graven van machtige individuen blootgelegd, die volgens Sarianidi Kushana-prinsen en prinsessen waren. Bernard bestrijdt dit en oppert dat het om Scythen of Saka's gaat. Alleen gouden artifacten zijn goed bewaard gebleven. Een bronzen spiegel is duidelijk van Chinese origine; ivoor uit India. Dit kan mogelijk op innige handelsbetrekkingen van de Kushana met China en India duiden.
Opgravingen in Kapisa, de zomerhoofdstad van de Kushana (het huidige Baghram, Afghanistan) hebben een keizerlijke schatkamer blootgelegd waarin objecten en kunst uit India, China, en het Middellandse Zeegebied zijn gevonden.

## Oorsprong
Het Kushanarijk ontstond uit de Yuezhi, een nomadisch volk dat in de 3e eeuw v.Chr. in de vlaktes ten westen van China woonde. Nomadische volkeren uit Centraal-Azië zoals de Yuezhi hebben eeuwenlang de sedentaire, agrarische samenlevingen van China, India, het Midden-Oosten en Europa bedreigd. Over de oorsprong van de nomadische invallers is meestal relatief weinig bekend. De Yuezhi vormen daarop een uitzondering, omdat ze minstens sinds de 7e eeuw v.Chr. met China in contact stonden.
De annalen van de Chinese Han-dynastie noemen ook een ander nomadisch volk, de Xiongnu, dat regelmatig de noordwestelijke grensgebieden van China plunderde. De Yuezhi hadden een vreedzame relatie met China en kwamen de Chinezen zelfs te hulp. Yuezhi vestigden zich ook in China en konden Han-paspoorten verkrijgen. Daarbij namen ze de familienaam Zhi aan. De nomadische Yuezhi werden door de Xiongnu onder leiding van Maodun tussen 206 en 174 v.Chr. zuidwestwaarts verdreven. De Yuezhi vestigden zich tijdelijk rond de rivier de Ili, in het gebied van de Saken (die tot de Scythen worden gerekend). De Saken vielen daarop verder naar het zuidwesten Grieks-Bactrië binnen. 
Wederom werden de Yuezhi aangevallen, ditmaal door de Wusun, en opnieuw werden ze gedwongen te emigreren. Ze trokken verder westwaarts langs de Tiensjan om zich uiteindelijk, tegen het einde van de tweede eeuw v.Chr., in Bactrië te vestigen. Behalve Griekse kolonisten kwamen ze hier ook opnieuw de Saken tegen. Al die tijd bleven Chinese ambassadeurs en handelaren in contact staan met de Yuezhi. Zhang Qian bezocht als afgezant van de Han-keizer Daxia, zoals de Chinezen het gebied noemen. Sima Qian schreef dat de bevolking in ommuurde steden woonde en er geen duidelijke soeverein was. In plaats daarvan hadden de steden en dorpen hun eigen leiders.
Aan deze situatie kwam volgens de annalen van de latere Han-Dynastie een einde met Kujula Kadphises, de leider van de Kushana, een van de vijf stammen die in Bactrië woonden. Door de andere stammen (wellicht naast andere Yuezhi ook Tukhara, Scythen of anderen) te onderwerpen verenigde hij het gebied en zijn bewoners en stichtte zodoende het Kushanarijk. Dit moet rond het jaar 30 n.Chr. zijn gebeurd. De onderworpen locaties en stammen worden vanaf dat moment ook Kushana genoemd. Volgens de Han-annalen veroverde Kujula daarna Kao-fu (Kabul), Pu-ta en Ki-pin (waarschijnlijk Kashmir).
Muntvondsten over het noorden van Afghanistan en Pakistan (Gandhara, Taxila) lijken deze veroveringen te bevestigen. In deze gebieden had de Indo-Parthische koning Gondophares een paar decennia eerder een einde gemaakt aan de heerschappij van de Indo-Scythen (de Saka's, dezelfden die eerder door de Yuezhi uit Bactrië waren verdreven). Een inscriptie in de ruïnes van Takht-i Bahi kan erop duiden dat Kujula deze Gondophares aanvankelijk als soeverein erkende, ten minste in naam. Na Gondophares' dood komen in Arachosia en Gandhara nog munten voor van enkele andere Indo-Parthische vorsten, die elk een kortere regering moeten hebben gehad. Daarna volgen Kujula Kadhphises' munten. De interpretatie is dat Kujula de Indo-Parthen versloeg en Gandhara en Arachosia aan zijn rijk toevoegde.

### Kujula Kadphises (30-80 n.Chr.)[10]
Kujula Kadphises was mogelijk de zoon van Heraios. Volgens de Hou Hanshu viel hij, als prins van Guishang, de andere prinsen aan en noemde zichzelf koning van Guishang. Onder zijn leiding werd An-hsi (het rijk van de Parthen) aangevallen en het gebied rond Kao-fu (Kabul) ingenomen. Ook veroverde hij P’u-ta (Pushkalavati) en Chi-pin (Kasjmir). Volgens de Hou Hanshu overleed Ch’iu-chiu-ch’üeh op de respectabele leeftijd van 80 jaar en werd hij opgevolgd door zijn zoon Yen-kao-chen (Vima Tak[to]). De veroverde gebieden legden de fundamenten voor het Kushana rijk.

#### De muntseries van Kujula Kadphises

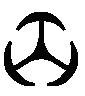
De tamga van Kujula Kadphises

Onder leiding van Kujula Kadphises werden de vijf Yuezhiclans samengevoegd, waardoor de Kushana sterk genoeg waren om het gebied ten noorden van de Hindoekoesj en het gebied ten zuiden van de Hindoekoesj samen te voegen. Deze twee gebieden stonden voorheen onder leiding van verschillende vorsten en hadden daardoor verschillende muntseries en verschillende standaard gewichten voor de munten. Onder leiding van Kujula Kadphises werden deze verschillende muntensystemen in eerste instantie intact gehouden. De bestaande muntseries werden als voorbeeld genomen en werden nagemaakt. Het enige verschil dat werd aangebracht was de naam en titel van Kujula Kadphises en soms werd de persoonlijke tamga van de vorst op de muntseries geplaatst.
Met de uitbreiding van het Kushana-rijk ten zuiden van de Hindoekoesj moest de taal op de munten worden aangepast. Ten noorden van de Hindoekoesj was het meest gangbare schrift het Grieks. Ten zuiden was dit het Kharoshthi. De Griekse vorsten die ten zuiden van de Hindoekoesj regeerden, hadden hier al op ingespeeld door ook het Kharoshthi schrift op de munten te gebruiken. Kujula Kadphises nam dit gebruik over en zijn naam en titel werden zowel in het Grieks als in het Kharoshthi-schrift weergegeven op de muntseries. Hij veroverde ook gebied van de Indo-Parthen en de Indo-Skythen. Ook hier is te zien dat men onder leiding van Kujula Kadphises de bestaande munten namaakt met als enige verandering de toevoeging van de naam, titel en soms de tamga van Kujula Kadphises.

### Vima Takto (80-105)[10]
Lang werd getwijfeld over wie Kujula Kadphises opvolgde, maar sinds de vondst van de Rabatak-inscriptie is duidelijk geworden dat Yen-kao-chen (genoemd in de Hou Han-shu) Vima Takto is. Volgens die inscriptie was hij de vader van Vima Kadphises en de grootvader van Kanishka I. In de Hou Hanshu wordt verteld over Yen-kao-chen dat hij T'ien-chu (Noordwest-India) veroverde en een generaal de leiding gaf over het gebied.

#### De muntseries van Vima Tak[to]

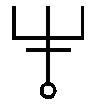
De tamga van Vima Tak[to

Na de vondst van de Rabatak-inscriptie werd bekend dat Vima Takto de tweede Kushana-vorst is geweest. In het eerste artikel waarin de Rabatak-inscriptie werd besproken, werden ook direct een aantal muntseries aan Vima Takto toegeschreven. Onder andere werden de muntseries van de vorst Soter Megas aan de regeerperiode van Vima Takto toegeschreven. Soter Megas was een vorst die voor de vondst van de Rabatak-inscriptie niet geplaatst kon worden in de chronologie van de Kushana-vorsten. Op de munten werd de titel Soter Megas gebruikt, waardoor hij als zodanig bekend werd. Naast deze muntseries zijn ook een aantal muntseries van Kujula Kadphises opnieuw bekeken door Joe Cribb en toegeschreven aan Vima Tak[to].
Tijdens de regeerperiode van Vima Takto werd een standaardgewicht voor de munten ingesteld voor het gehele Kushanarijk. Onder leiding van zijn vader Kujula Kadphises waren de bestaande muntsystemen intact gehouden en hadden de Kushana's hun muntseries daarop aangepast. Vima Tak[to] stelde voor het gehele Kushana-rijk de koperen didrachme (2 drachmen) van circa 8,3 gram in als standaard gewicht.

### Vima Kadphises (90-100 of 110-120 n.Chr.)[10]

#### Algemeen
Vima Kadphises was de zoon van Vima Tak[to] en de vader van Kanishka I.

#### De muntseries van Vima Kadphises

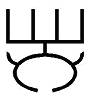
De tamga van Vima Kadphises

Zijn muntenprogramma was opvallend. Onder leiding van Vima Kadphises worden meerdere veranderingen doorgevoerd in het Kushanarijk. Voor het eerst worden er door de Kushana's gouden munten geslagen. De gouden dinar werd geïntroduceerd en daarnaast werd ook de koperen tetra-drachme (4 drachmen) van circa 17 gram ingesteld. In tegenstelling tot de regeerperiodes van zijn vader en grootvader werd er alleen nog maar gebruikgemaakt van het portret van Vima Kadphises op de muntseries. Het meest in het oog springend is de godheid die wordt afgebeeld op alle muntseries. Op het eerste gezicht heeft de godheid de iconografie van Shiva, maar de god moet worden geïdentificeerd als de OESHO, welke afgeleid is van Vayu, de windgod uit de Avesta.

### Kanishka I (100-126 of 120-147)[10]

#### Algemeen
Kanishka regeerde vanuit twee hoofdsteden: Purushapura (nu Peshawar in noord Pakistan) en Mathura in noord India. In de oude stad Kapisa (bij Baghram) is de Baghram-schat gevonden: een serie kunstwerken uit Griekenland en China, waaronder ivoren reliëfs.

#### De muntseries van Kanishka

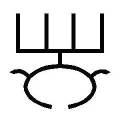
De tamga van Kanishka

Net als zijn voorgangers zijn de muntseries van Kanishka onder andere te herkennen aan een persoonlijke tamga. Op het eerste gezicht komen de goden die worden afgebeeld op de keerzijde van zijn muntseries uit verschillende religieuze tradities: de brahmaanse, de hellenistische en het Avestische pantheon. Daarnaast zijn er nog muntseries te vinden waarop boeddhistische figuren te zien zijn. Met uitzondering van de boeddhistische figuren zijn alle figuren in werkelijkheid Avestische goden, zei het aangekleed met geleende iconografie van hellenistische en brahmaanse goden.
De indruk bestaat sterk dat de Yuezhi geen antropomorfe afbeeldingen maakten van hun goden ten tijde van hun bestaan als nomaden. Door het ontbreken van deze ervaring zagen de Yuezhi- en later de Kushana-vorsten zich genoodzaakt om gebruik te maken van antropomorfe afbeeldingen van goden uit andere religies wanneer zij de macht kregen over een rijk en verantwoordelijk werden voor het slaan van munten. De keuze voor het lenen van iconografie van niet-Kushana-goden lijkt in eerste instantie te zijn gebaseerd op de gelijkstelling tussen goden. Niet-Kushana-goden met dezelfde functie als Kushana-goden werden aan elkaar gelijkgesteld (interpretatio kushanica) waarna vervolgens de iconografie van de niet-Kushana-god gebruikt werd voor het afbeelden van de Kushana-god. De tweede stap die werd genomen is de eigen ontwikkeling van iconografie, zodat de afbeelding beter voldeed aan de kenmerken van de Kushana-godheid.

## Galerij

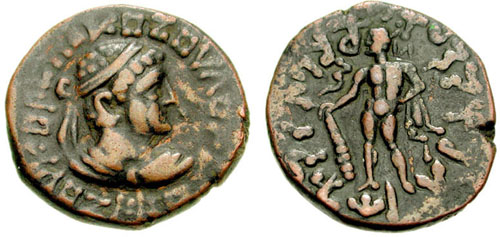
Munt van Kujula Kadphises. De Hellenistische invloed is duidelijk te herkennen.
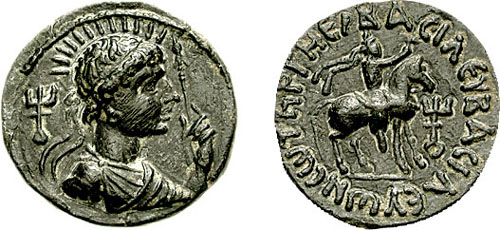
Munt van Vima Takto
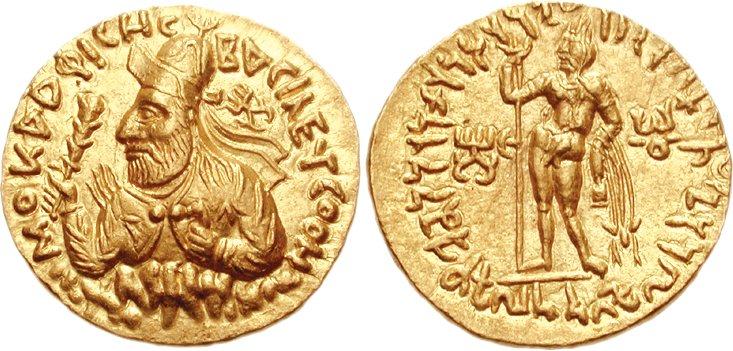
Gouden munt van Vima Kadphises
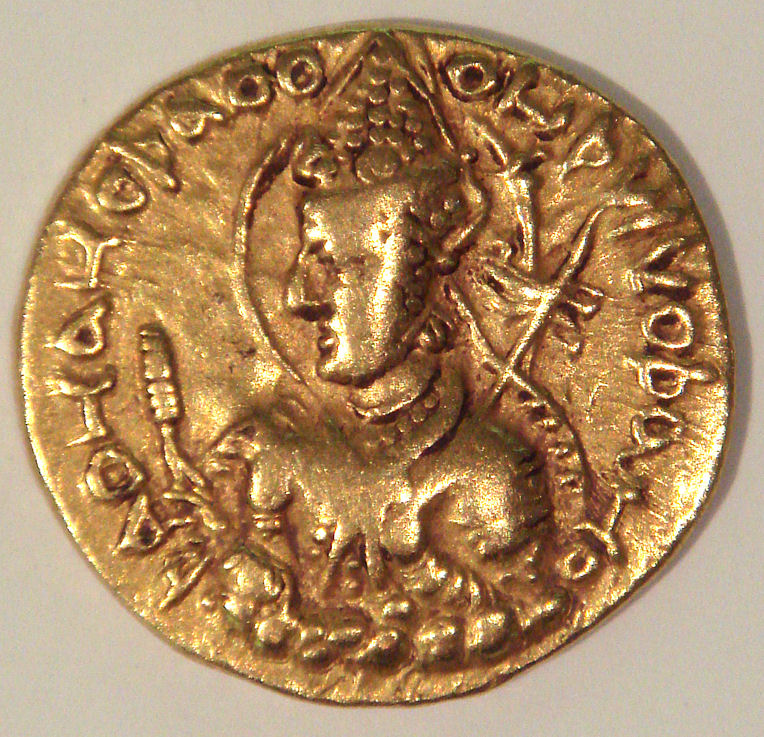
Gouden munt van koning Huvishka, de opvolger van Kanishka I
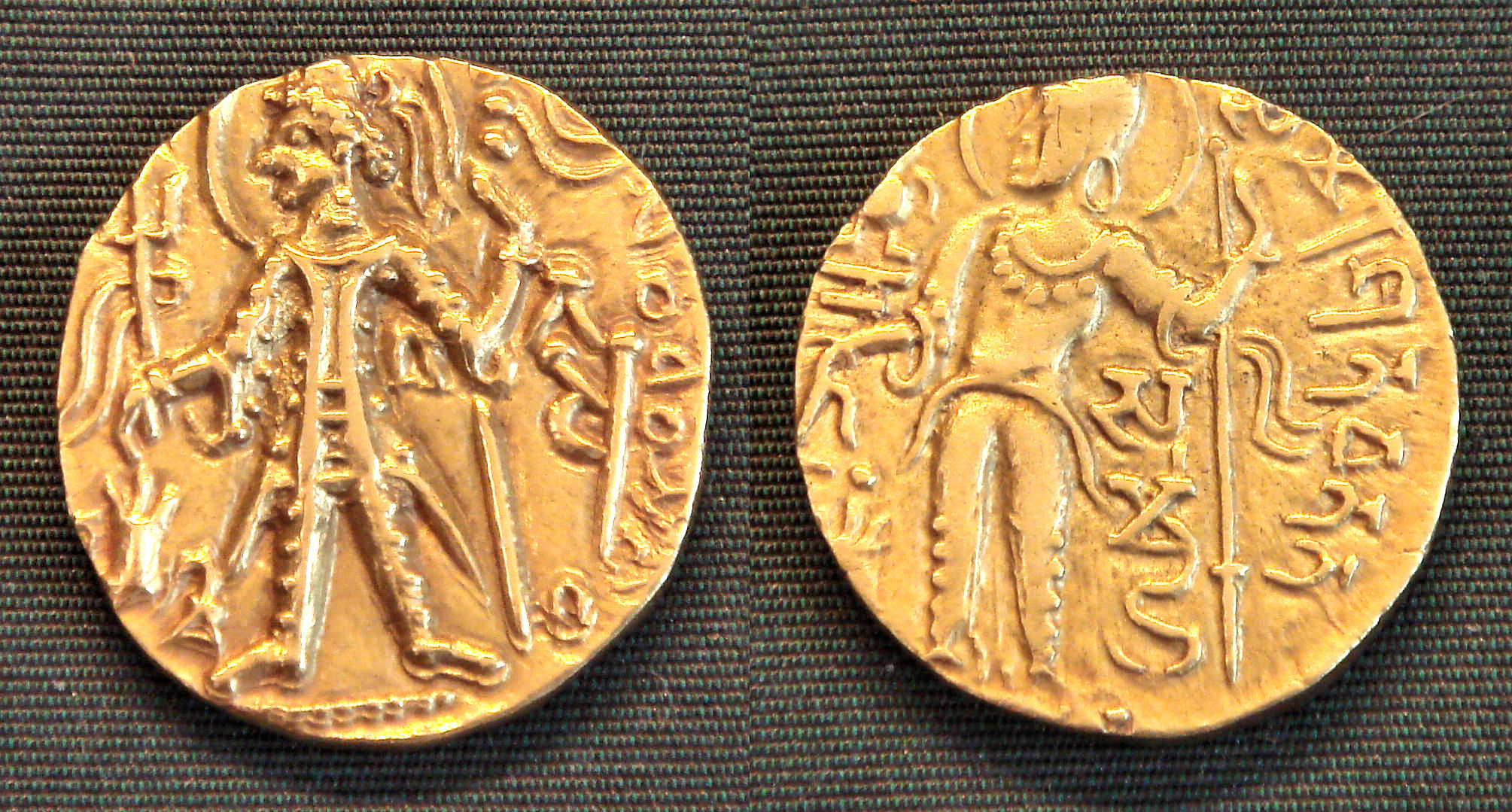
Gouden munt van Shaka I, uit de laatste periode van het Kushanrijk, ca. 325-345